# Baysole
La Baysole est une rivière du sud de la France. C'est un affluent de la Gimone donc un sous-affluent de la Garonne.

## Géographie
De 10,2 km de longueur, la Baysole prend sa source dans le Gers commune de Gaudonville sous le nom de ruisseau du Bourri, et se jette dans la Gimone sur la commune de Gimat en Tarn-et-Garonne

## Départements et communes traversés
- Gers : Castéron, Gaudonville, Tournecoupe, Pessoulens.
- Tarn-et-Garonne : Cumont, Marignac, Gimat.

## Principaux affluents
- Ruisseau de Merdenson : 1,6 km
- Le Verdanson : 4 km